# Cilea silphoides
Cilea silphoides är en skalbaggsart som först beskrevs av Carl von Linné 1767.  Cilea silphoides ingår i släktet Cilea, och familjen kortvingar. Arten är reproducerande i Sverige.